# 呉天明
呉 天明（ウー・ティエンミン、1939年10月19日 - 2014年3月4日）は中華民国陝西省三原県出身の映画監督、映画プロデューサー。

## 略歴
高校卒業後、1960年に西安映画製作所の俳優訓練班に入り、『巴山紅浪』に農村青年役で出演する。その後は西影演員劇団の俳優として活動するが、映画監督に興味を持ち、1976年から北京電影学院監督科に学ぶ。1979年、『生活的顫音』で監督デビュー。1984年の『人生』で百花奨作品賞を受賞。1987年の『古井戸』は百花奨作品賞、金鶏奨作品賞、東京国際映画祭グランプリなど、数々の賞を受賞する。1984年以降西安映画製作所の所長として、張芸謀、陳凱歌など著名な第五世代の監督を育てる。1989年の天安門事件によりアメリカに渡るも、1994年に中国に戻る。
2014年3月4日、心筋梗塞のため北京で死去。74歳没。

## 主な作品

### 監督
- （生活的顫音） （1979年）
- （親縁） （1981年）
- 標識のない河の流れ（没有航標的河流） （1983年）
- 人生（人生） （1984年）
- 古井戸（老井） （1987年）
- 變臉 この櫂に手をそえて（変臉） （1994年）
- （黒検） （1996年）
- （非常愛情） （1999年）
- CEO 最高経営責任者（首席執行官） （2002年）
- ソング・オブ・フェニックス（百鳥朝鳳） （2014年） ※2014東京・中国映画週間で上映

### 製作
- 黒砲事件（黒砲事件） （1985年）
- 盗馬賊（盗馬賊） （1986年）
- 紅いコーリャン（紅高粱） （1987年）
- （老港正伝） （2007年）

### 出演
- （巴山红浪）（1961年）
- テラコッタ・ウォリア 秦俑（古今大戦秦俑情） （1990年）
- ジョイ・ラック・クラブ（The Joy Luck Club）（1993年）
- 核心を撃て（Shoot for the Contents）（1995年）
- グォさんの仮装大賞（飛越老人院）（2012年）東京国際映画祭上映時タイトル「老人ホームを飛び出して」
- （老人愿）（2012年）